# Mistrzostwa Europy Juniorów w Saneczkarstwie 1966
12. Mistrzostwa Europy juniorów w saneczkarstwie 1966 odbyły się 29 stycznia w Igls, w Austrii. Rozegrane zostały trzy konkurencje: jedynki kobiet, jedynki mężczyzn oraz dwójki mężczyzn. W klasyfikacji medalowej najlepsi byli reprezentanci Niemieckiej Republiki Demokratycznej. Polacy wywalczyli jeden medal - brąz zdobyła Małgorzata Głowaczewska w jedynkach.

## Terminarz
| Data             | Miejscowość | Konkurencja      | Złoto                           | Srebro                          | Brąz                    |
| ---------------- | ----------- | ---------------- | ------------------------------- | ------------------------------- | ----------------------- |
| 29 stycznia 1966 | Igls        | Jedynki kobiet   | Marlies Renoth                  | Anna-Maria Müller               | Małgorzata Głowaczewska |
| 29 stycznia 1966 | Igls        | Jedynki mężczyzn | Bernd Rossmann                  | Siegfried Müller                | Hans Pechtl             |
| 29 stycznia 1966 | Igls        | Dwójki mężczyzn  | Siegfried Müller Bernd Rossmann | Klaus Deschner Eberhard Schmidt | Jan Navrátil Jan Janata |

## Wyniki

### Jedynki kobiet
- Data / Początek: Sobota 29 stycznia 1966

| Medal | Zawodniczka             | Narodowość |
| ----- | ----------------------- | ---------- |
|       | Marlies Renoth          | RFN        |
|       | Anna-Maria Müller       | NRD        |
|       | Małgorzata Głowaczewska | Polska     |
| 4.    | Annelie Darr            | NRD        |
| 4.    | Christa Peck            | NRD        |
| 6.    | Marita Weisenmüller     | NRD        |
| 7.    | Christa Deker           | NRD        |
| 8.    | Wiesława Martyka        | Polska     |
| 9.    | Julia Stefaniukowa      | Polska     |
| 10.   | Dana Beldova            | Czechy     |
| 11.   | Hana Klapstova          | Czechy     |
| 12.   | Jadwiga Szlauer         | Polska     |
| 13.   | Antonia Mayr            | Austria    |
| 14.   | Barbara Plank           | Austria    |
| 15.   | Christa Bornemann       | RFN        |
| 16.   | Teresa Dudzik           | Polska     |
| 17.   | Monika Dialer           | Austria    |
| 18.   | Cordula Kriegelsteiner  | Austria    |
| 18.   | Margit Zanesco          | Austria    |
| 20.   | Waltraud Lackner        | Austria    |
| 21.   | Barbara Idzik           | Polska     |
| 22.   | Maria Trottner          | Włochy     |
| 23.   | Paolina Prugger         | Włochy     |
| 24.   | Angelika Greguletz      | RFN        |

### Jedynki mężczyzn
- Data / Początek: Sobota 29 stycznia 1966

| Medal | Zawodnik              | Narodowość |
| ----- | --------------------- | ---------- |
|       | Bernd Rossmann        | NRD        |
|       | Siegfried Müller      | NRD        |
|       | Hans Pechtl           | Austria    |
| 4.    | Johann Senn           | Austria    |
| 5.    | Hans Peter Borchers   | RFN        |
| 6.    | Klaus Deschner        | NRD        |
| 7.    | Hans Brandner         | RFN        |
| 8.    | Oswald Haller         | Austria    |
| 9.    | Erich Graber          | Włochy     |
| 10.   | Michael Wrablik       | Austria    |
| 11.   | Eberhard Schmidt      | NRD        |
| 12.   | Hans Widl             | RFN        |
| 13.   | Reinhard Kühne        | NRD        |
| 14.   | Franz Buchner         | Austria    |
| 15.   | Marek Grudziński      | Polska     |
| 16.   | Stanisław Piwowarczyk | Polska     |
| 17.   | Jerzy Nasiek          | Polska     |
| 18.   | Volker Schulz         | RFN        |
| 19.   | Jan Twardosz          | Polska     |
| 20.   | Ladislav Muzik        | Czechy     |
| 21.   | Eugeniusz Kowalski    | Polska     |
| 22.   | Jan Janata            | Czechy     |
| 23.   | Alois Oberhofer       | Włochy     |
| 24.   | Jan Navratil          | Czechy     |
| 25.   | Peter Becher          | NRD        |
| 26.   | Armin Gwehenberger    | Austria    |
| 27.   | Johann Steurer        | Włochy     |
| 28.   | Rudolf Fiegl          | Austria    |
| 29.   | Karl Japeller         | Austria    |
| 30.   | Klaus Schulz          | RFN        |
| 31.   | Milan Kubacek         | Czechy     |
| 32.   | Tomasz Underowicz     | Polska     |
| 33.   | Manfred Kühnhauser    | RFN        |
| 34.   | Rudolf Schmid         | Austria    |
| 35.   | Michael Stadler       | NRD        |
| 36.   | Janusz Chodasiewicz   | Polska     |
| 37.   | Anton Schuster        | Austria    |
| 37.   | Siegfried Stufflesser | Włochy     |
| 39.   | Reinhard Ott          | RFN        |
| 40.   | Robert Jud            | Włochy     |
| 41.   | Peter Rühle           | RFN        |
| 42.   | Tadeusz Janik         | Polska     |
| 43.   | Hans Leimgruber       | Austria    |
| 44.   | Marcel Sikomas        | Polska     |
| 45.   | Hans Csoka            | RFN        |
| 46.   | Karl Welsinger        | Szwajcaria |
| 47.   | Stanisłav Walosek     | Polska     |
| 48.   | Johann Wieser         | Włochy     |

### Dwójki mężczyzn
- Data / Początek: Sobota 29 stycznia 1966

| Medal | Zawodnik                                | Narodowość |
| ----- | --------------------------------------- | ---------- |
|       | Siegfried Müller Bernd Rossmann         | NRD        |
|       | Klaus Deschner Eberhard Schmidt         | NRD        |
|       | Jan Navratil Jan Janata                 | Czechy     |
| 4.    | Hans Peter Borchers Klaus Schulz        | RFN        |
| 5.    | Hans Pechtl Hans Leimgruber             | Austria    |
| 6.    | Stanisław Walosek Marcel Sikomas        | Polska     |
| 6.    | Manfred Mittelberger Armin Gwehenberger | Austria    |
| 8.    | Michael Wrablik Rudolf Schmid           | Austria    |
| 9.    | Friedl Geyr Anton Rödlach               | Austria    |
| 10.   | Hans Widl Stefan Hölzlwimmer            | RFN        |
| 11.   | Peter Becher Michael Stadler            | NRD        |
| 12.   | Johann Senn Peter Gstrein               | Austria    |
| 13.   | Jan Twardosz Tomasz Underowicz          | Polska     |
| 14.   | Hans Brandner Manfred Kühnhauser        | RFN        |
| 15.   | Siegfried Stufflesser Johann Steurer    | Włochy     |
| 16.   | Peter Rühle Reinhard Ott                | RFN        |
| 17.   | Rudolf Gutmann Johann Eisenberger       | Austria    |
| 18.   | Jerzy Nasiek Eugeniusz Kowalski         | Polska     |
| 19.   | Ladislav Muzik Milan Kubacek            | Czechy     |

## Klasyfikacja medalowa
| Miejsce | Państwo |   |   |   | Razem |
| ------- | ------- | - | - | - | ----- |
| 1.      | NRD     | 2 | 2 | 0 | 4     |
| 2.      | RFN     | 1 | 0 | 0 | 1     |
| 3.      | Austria | 0 | 0 | 1 | 1     |
| 3.      | Czechy  | 0 | 0 | 1 | 1     |
| 3.      | Polska  | 0 | 0 | 1 | 1     |